# Coupe intercontinentale 1999
La Coupe intercontinentale 1999 est la 38e édition de la Coupe intercontinentale. Le match oppose le Manchester United Football Club, vainqueur de la Ligue des champions de l'UEFA 1998-1999 à la Sociedade Esportiva Palmeiras, vainqueur de la Copa Libertadores 1999.
Le match arbitré par l'Allemand Hellmut Krug, se déroule au Tokyo National Stadium au Japon devant 53 372 spectateurs. L'Irlandais Roy Keane inscrit l'unique but de la partie à la 35e minute, les Mancuniens décrochant ainsi leur première Coupe intercontinentale. Le Gallois Ryan Giggs est élu homme du match. En 2017, le Conseil de la FIFA a reconnu avec document officiel (de jure) tous les champions de la Coupe intercontinentale avec le titre officiel de clubs de football champions du monde, c'est-à-dire avec le titre de champions du monde FIFA, initialement attribué uniquement aux gagnantsles de la Coupe du monde des clubs FIFA.

## Feuille de match
| 30 novembre 1999 | Manchester United | 1 - 0   | Palmeiras | Tokyo National Stadium, Tokyo                 |                                               |
| 19h10 UTC+9      | Roy Keane 35e     | (1 - 0) |           | Spectateurs : 53 372 Arbitrage : Hellmut Krug | Spectateurs : 53 372 Arbitrage : Hellmut Krug |
| 19h10 UTC+9      | Rapport           |         |           | Spectateurs : 53 372 Arbitrage : Hellmut Krug | Spectateurs : 53 372 Arbitrage : Hellmut Krug |

| Manchester United | Palmeiras |

| MANCHESTER UNITED : |    |                      |     |     |
|                     |    |                      |     |     |
| G                   | 1  | Mark Bosnich         |     |     |
| D                   | 2  | Gary Neville         |     |     |
| D                   | 6  | Jaap Stam            |     |     |
| D                   | 27 | Mikaël Silvestre     | 79e |     |
| D                   | 3  | Denis Irwin          |     |     |
| M                   | 7  | David Beckham        |     |     |
| M                   | 8  | Nicky Butt           |     |     |
| M                   | 16 | Roy Keane            |     |     |
| M                   | 18 | Paul Scholes         |     | 75e |
| M                   | 11 | Ryan Giggs           |     |     |
| A                   | 20 | Ole Gunnar Solskjær  |     | 46e |
| Remplaçants :       |    |                      |     |     |
| G                   | 26 | Massimo Taibi        |     |     |
| D                   | 12 | Phil Neville         |     |     |
| D                   | 28 | Danny Higginbotham   |     |     |
| D                   | 30 | Ronnie Wallwork (en) |     |     |
| M                   | 25 | Quinton Fortune      |     |     |
| A                   | 10 | Teddy Sheringham     |     | 75e |
| A                   | 19 | Dwight Yorke         |     | 46e |
| Entraîneur :        |    |                      |     |     |
| Alex Ferguson       |    |                      |     |     |

| PALMEIRAS :         |    |                   |     |     |
|                     |    |                   |     |     |
| G                   | 1  | Marcos            |     |     |
| D                   | 2  | Francisco Arce    |     |     |
| D                   | 3  | Júnior Baiano     |     |     |
| D                   | 4  | Roque Júnior      |     |     |
| D                   | 6  | Júnior            |     |     |
| M                   | 5  | César Sampaio     |     |     |
| M                   | 15 | Galeano           |     | 54e |
| M                   | 10 | Alex              | 28e |     |
| M                   | 11 | Zinho             |     |     |
| A                   | 20 | Faustino Asprilla |     | 56e |
| A                   | 7  | Paulo Nunes       |     | 77e |
| Remplaçants :       |    |                   |     |     |
| G                   | 21 | Sérgio (en)       |     |     |
| D                   | 18 | Cléber (en)       |     |     |
| D                   | 13 | Tiago Silva       |     |     |
| M                   | 8  | Rogério           |     |     |
| A                   | 9  | Oséas             |     | 56e |
| A                   | 19 | Euller            |     | 77e |
| A                   | 17 | Evair             |     | 54e |
| Entraîneur :        |    |                   |     |     |
| Luiz Felipe Scolari |    |                   |     |     |